# 四中心两电子键
四中心两电子键是指当四个原子共享两个电子时的成键情况。
因为在一般化学键中，都是两个原子共享两个电子，所以此类的成键很不寻常，主要集中在部分原子簇化合物中。例如B6H7− 负离子就是在八面体B6H62−离子的基础上，在某个三角形面上外加了一个质子。。八面体结构因此受到影响，所形成的变形八面体中有一个BBBH平行四边形环状结构，其成键状况就是四中心两电子键。这种键的形成往往伴随着缺电子的平行四边形环状结构。 
四中心两电子键是个较新的研究领域，可以和已经广泛运用的三中心两电子键、三中心四电子键相结合。